# Euphyia chinensis
Euphyia chinensis là một loài bướm đêm trong họ Geometridae.